# Flugplatz Salanda

i7
i11
i13
Der Flugplatz Salanda befindet südlich von Sala in der schwedischen Provinz Västmanlands län. Der Flugplatz wird hauptsächlich für Segelflugzeuge und Motorsegler genutzt. Er hat eine Graspiste von 640 m Länge und 40 m Breite und liegt auf 43 m Seehöhe.